# Irgo
Irgo, o Irgo de Tor, és un poble del municipi del Pont de Suert, a l'Alta Ribagorça. Formà part del terme de Llesp fins a llur incorporació al Pont de Suert el 1965.
En la proposta derivada de l'informe popularment denominat Informe Roca, es preveia integrar els pobles de Llesp, Iran i Irgo en el terme municipal de la Vall de Boí.
Està situat a 1.400 metres d'altitud, al costat de llevant de la vall de la Noguera de Tor, a prop i a llevant del poble de Castilló de Tor.
S'accedeix al poble per una pista asfaltada i estreta, que mena des del quilòmetre 7 de la carretera L-500, al nord-est de Cóll a El Pont de Suert passant per Iran, Igüerri i Gotarta.
L'església de la Mare de Déu de les Neus és la parroquial, d'una sola nau amb torre-campanar. Està construïda seguint la tradició de l'estil llombard. També hi ha l'ermita de Sant Salvador d'Irgo de Tor, romànica. Es troba apartada del poble, però s'hi accedeix fàcilment per la pista asfaltada que va a Gotarta. És una obra del romànic rural del segle xii, que ha estat reformada posteriorment. La parròquia d'Irgo pertany al bisbat de Lleida, pel fet d'haver pertangut, a l'edat mitjana, al bisbat de Roda de Ribagorça. Format part de la unitat pastoral 25 de l'arxiprestat de la Ribagorça, i és regida pel rector del Pont de Suert.
Al costat de l'ermita de Sant Salvador hi ha el mirador de Sant Salvador des d'ell es poden contemplar magnífiques vistes del Pirineu.

## Etimologia
El nom del poble prové del basc, i significa "poble petit". La primera part del topònim, Ir- és el mateix component d'Iran i Erill, entre d'altres. És l'element que significa poble.

## Història
El lloc havia pertanyut a la baronia d'Erill, els titulars de la qual cediren Irgo de Tor a Lavaix abans del segle xvi.
En el Fogatge del 1553 hi consten 10 focs (unes 50 persones).
Irgo de Tor va tenir ajuntament propi des de la formació dels ajuntaments moderns a partir de la promulgació de la Constitució de Cadis, i el va mantenir fins al 1847, any en què es va veure obligat a unir-se a Llesp perquè no arribava als 30 veïns (caps de família) que exigia la nova llei municipal aprovada dos anys abans.
Pascual Madoz, en el seu Diccionario geográfico... del 1849 descriu el poble dient que és en un pla, combatut per tots els vents, i que té un clima sa, però molt fred, que produeix algunes pulmonies. El poble, segons ell, estava format per set cases agrupades i una de separada un quart d'hora, d'un sol pis, que formen un sol carrer irregular, pla i sense empedrar. La parròquia era dedicada a la Mare de Déu de les Neus, i en depenia la d'Iran. El cementiri era fora del poble, ben ventilat, i veïns d'Irgo disposaven d'aigua de bona qualitat en fonts properes, i en un pou al costat del poble, les aigües del qual estaven qualificades pels experts de perjudicials per a la salut. A un quart d'hora hi havia la capella rural de Sant Salvador.
Hi havia una mina de vernís sense explotar, i es comentava que antigament es treia or, però sense que els veïns sabessin concretar on era aquella mica. El terreny d'Irgo era muntanyós i trencat, de mitjana qualitat, i amb un prat de tres jornals i un bosc comunal per a llenya. S'hi collia sègol, ordi, civada, llegums i patates, a més de les pastures. S'hi cria bestiar de llana, cabres, bous i vaques, porcs, així com eugues i ases necessàries per al treball dels camps. Constituïen el poble 4 veïns i 25 habitants.
El 1787 consten a Irgo de Tor 48 habitants; el 1970 encara en mantenia 35, que havien baixat a 4 el 1981. El 2019 ha viscut una lleugeríssima recuperació: 7 habitants. Actualment, s'hi han construït moltes segones residències.